# Хростово (Мазовецьке воєводство)
Хростово (пол. Chrostowo) — село в Польщі, у гміні Трошин Остроленцького повіту Мазовецького воєводства.
Населення — 164 особи (2011).
У 1975-1998 роках село належало до Остроленцького воєводства.

## Демографія
Демографічна структура станом на 31 березня 2011 року:
|          | Загалом | Допрацездатний вік | Працездатний вік | Постпрацездатний вік |
| -------- | ------- | ------------------ | ---------------- | -------------------- |
| Чоловіки | 82      | 18                 | 52               | 12                   |
| Жінки    | 82      | 17                 | 41               | 24                   |
| Разом    | 164     | 35                 | 93               | 36                   |